# Walk on Water (album d'UFO)
Pour les articles homonymes, voir Walk on Water.
Albums de UFO
High Stakes and Dangerous Men
(1992) Covenant
(2000)
Singles
1. Venus
Sortie : 1998 (USA)

Walk on Water est le 14e album studio du groupe de hard rock anglais UFO. Il a été réalisé d'abord au Japon le 14 avril 1995 avec dix titres plus un message aux fans japonais, avant de sortir en Europe le 4 décembre 1997 et aux États-Unis le 10 mars 1998. Il a été publié par Eagles Records et produit par Ron Nevison.

## Historique
Fin 1993, UFO est de retour dans la formation qui fit le succès des albums de Lights Out à Strangers in the Night c'est-à-dire Phil Mogg, Pete Way, Michael Schenker, Andy Parker et Paul Raymond.
Cette formation s'installe dans les studios californiens, Rumbo Recorders pour enregistrer son nouvel album sous la houlette de Ron Nevison, le même producteur qui avait donné vie aux albums cités ci-dessus. On notera que tous les nouveaux titres ont, à l'exception de "Knock, Knock", été composés par le duo Mogg/Schenker. Deux anciens titres "Doctor, Doctor" et "Lights Out" seront réenregistrés.
Cet album sortira dès 1995 au Japon sur le label Zero Corporation mais il faudra attendre 1997 pour une sortie européenne sur le label Eagle Records et 1998 pour une parution officielle aux USA sur CMC International (on pouvait l'y obtenir dès 1995 sur le fanclub du groupe).
La version européenne de 1997 sera agrémenté de trois titres bonus. Ils seront enregistrés après la sortie officielle de l'album et la séparation du groupe et proviendront de l'album  du Paul Raymond Project, Raw Material ("Public Enemy #1"), de celui du duo Mogg/Way, Edge of the World ("Fortunate Town") et celui du Michael Schenker Group, Written in the Sand, ("I Will Be There").
L'album n'entra pas dans les charts  à l'exception de ceux du UK Rock and Metal Chart (# 16). La tournée qui suivit verra le départ de Michael Schenker, parti reformer son MSG.
La réédition de cet album sortira le 14 avril 2023.

## Liste des titres

### Version 1995
Tous les titres sont signés par Phil Mogg et Michael Schenker sauf indications.
1. A Self Made Man - 6:24
2. Venus - 5:20
3. Pushed to the Limit - 3:50
4. Stopped by a Bullet (of Love) - 4:35
5. Darker Days - 5:37
6. Running on Empty - 5:11
7. Knock, Knock (Mogg / Pete Way) - 4:21
8. Dreaming of Summer - 7:03
9. Doctor, Doctor (nouvelle version '95) - 4:27
10. Lights Out (nouvelle version '95) (Mogg / Andy Parker / Schenker / Way) - 5:13

### Titres bonus version européenne
1. Fortunate Town (Mogg / Way) - 4:20 (Interprêté par le groupe Mogg/Way)
2. I Will Be There (Schenker / Leif Sundin) - 5:03 (Interprêté par le Michael Schenker Group)
3. Public Enemy # 1 (Raymond) - 3:17 (Interprêté par le (Paul Raymond Project)

## Musiciens
- Phil Mogg: chant
- Pete Way: basse
- Andy Parker: batterie, percussions
- Michael Schenker: guitare solo et rythmique
- Paul Raymond: claviers, guitare rythmique

## Classement
| Pays                                  | Durée du classement | Meilleur classement | Date            |
| ------------------------------------- | ------------------- | ------------------- | --------------- |
| Royaume-Uni (UK Rock and Metal Chart) | 9 semaines          | 16e                 | 2 novembre 1997 |